# Janivara, Hassan
Janivara là một làng thuộc tehsil Hassan, huyện Hassan, bang Karnataka, Ấn Độ.